# Partido Social Democrata da Lituânia
O Partido Social Democrata da Lituânia (em lituano:  Lietuvos socialdemokratų partija, LSDP) é um partido político de centro-esquerda e social democrata na Lituânia. Fundado como uma organização marxista clandestina, é o partido mais antigo na Lituânia, surgido em 1896.
O partido é membro, a nível europeu, do Partido Socialista Europeu e, a nível internacional, da Internacional Socialista e da Aliança Progressista.

## Resultados Eleitorais

### Eleições legislativas
| Data                     | Líder                | M. Proporcional            | M. Proporcional            | M. Proporcional            | M. Proporcional            | M. Proporcional | M. Uninominal | M. Uninominal  | M. Uninominal  | M. Uninominal | M. Uninominal | Deputados | +/- | Estatuto             |
| Data                     | Líder                | Cl.                        | Votos                      | %                          | +/-                        | D               | Cl.           | Votos          | %              | +/-           | D             | Deputados | +/- | Estatuto             |
| ------------------------ | -------------------- | -------------------------- | -------------------------- | -------------------------- | -------------------------- | --------------- | ------------- | -------------- | -------------- | ------------- | ------------- | --------- | --- | -------------------- |
| 1920                     |                      | 3.º                        | 87 051                     | 12,76 / 100,00             |                            |                 |               |                |                |               |               | 13 / 112  |     | Oposição             |
| 1922                     | Steponas Kairys      | 5.º                        | 84 643                     | 10,42 / 100,00             | 2,34                       |                 | 11 / 78       | 2              | Oposição       |               |               |           |     |                      |
| 1923                     |                      | 5.º                        | 101 778                    | 11,29 / 100,00             | 0,87                       |                 | 8 / 78        | 3              | Oposição       |               |               |           |     |                      |
| 1926                     |                      | 2.º                        | 173 250                    | 17,03 / 100,00             | 5,74                       |                 | 15 / 85       | 7              | Governo        |               |               |           |     |                      |
| Banido entre 1927 e 1990 |                      |                            |                            |                            |                            |                 |               |                |                |               |               |           |     |                      |
| 1990                     |                      | Desconhecido               | Desconhecido               | Desconhecido               | Desconhecido               | Desconhecido    | Desconhecido  | Desconhecido   | Desconhecido   | Desconhecido  | Desconhecido  | 9 / 141   |     | Desconhecido         |
| 1992                     | Aloyzas Sakalas      | 4.º                        | 112 410                    | 6,05 / 100,00              |                            | 5               | 3.º           | 166 013        | 9,04 / 100,00  |               | 0             | 8 / 141   | 1   | Oposição             |
| 1992                     | Aloyzas Sakalas      | 4.º                        | 112 410                    | 6,05 / 100,00              | 6.º                        | 5               | 51 487        | 3,84 / 100,00  |                | 3             |               | 8 / 141   | 1   | Oposição             |
| 1996                     | Aloyzas Sakalas      | 5.º                        | 90 756                     | 6,94 / 100,00              | 0,89                       | 7               | 4.º           | 95 499         | 7,28 / 100,00  | 1,72          | 0             | 12 / 140  | 4   | Oposição             |
| 1996                     | Aloyzas Sakalas      | 5.º                        | 90 756                     | 6,94 / 100,00              | 0,89                       | 7               | 5.º           | 52 058         | 5,41 / 100,00  | 1,57          | 5             | 12 / 140  | 4   | Oposição             |
| 2000                     | Vytenis Andriukaitis | Coligação Social-Democrata | Coligação Social-Democrata | Coligação Social-Democrata | Coligação Social-Democrata | 12              | 4.º           | 120 672        | 8,23 / 100,00  | 0,96          | 7             | 19 / 141  | 7   | Governo (2000-2001)  |
| 2000                     | Vytenis Andriukaitis | Coligação Social-Democrata | Coligação Social-Democrata | Coligação Social-Democrata | Coligação Social-Democrata | 12              | 4.º           | 120 672        | 8,23 / 100,00  | 0,96          | 7             | 19 / 141  | 7   | Oposição (2001-2004) |
| 2004                     | Algirdas Brazauskas  | Trabalhar pela Lituânia    | Trabalhar pela Lituânia    | Trabalhar pela Lituânia    | Trabalhar pela Lituânia    | 9               | 3.º           | 152 698        | 13,16 / 100,00 | 4,87          | 3             | 20 / 141  | 1   | Governo              |
| 2004                     | Algirdas Brazauskas  | Trabalhar pela Lituânia    | Trabalhar pela Lituânia    | Trabalhar pela Lituânia    | Trabalhar pela Lituânia    | 9               | 4.º           | 113 417        | 11,78 / 100,00 |               | 8             | 20 / 141  | 1   | Governo              |
| 2008                     | Gediminas Kirkilas   | 4.º                        | 144 890                    | 11,72 / 100,00             |                            | 10              | 2.º           | 175 023        | 14,25 / 100,00 | 1,09          | 2             | 25 / 141  | 5   | Oposição             |
| 2008                     | Gediminas Kirkilas   | 4.º                        | 144 890                    | 11,72 / 100,00             | 2.º                        | 10              | 136 345       | 17,04 / 100,00 | 5,26           | 13            |               | 25 / 141  | 5   | Oposição             |
| 2012                     | Algirdas Butkevičius | 2.º                        | 251 610                    | 19,18 / 100,00             | 7,46                       | 15              | 1.º           | 222 953        | 17,26 / 100,00 | 1,01          | 1             | 38 / 141  | 13  | Governo              |
| 2012                     | Algirdas Butkevičius | 2.º                        | 251 610                    | 19,18 / 100,00             | 7,46                       | 15              | 3.º           | 181 160        | 21,89 / 100,00 | 4,85          | 22            | 38 / 141  | 13  | Governo              |
| 2016                     | Algirdas Butkevičius | 3.º                        | 183 597                    | 15,04 / 100,00             | 3,14                       | 13              | 3.º           | 183 267        | 15,27 / 100,00 | 1,99          | 0             | 17 / 141  | 21  | Governo (2016–2017)  |
| 2016                     | Algirdas Butkevičius | 3.º                        | 183 597                    | 15,04 / 100,00             | 3,14                       | 13              | 3.º           | 115 576        | 13,08 / 100,00 | 8,81          | 4             | 17 / 141  | 21  | Oposição (2017-2020) |
| 2020                     | Gintautas Paluckas   | 4.º                        | 108 649                    | 9,58 / 100,00              | 5,56                       | 8               | 3.º           | 130 851        | 11,76 / 100,00 | 1,51          | 0             | 13 / 141  | 4   | Oposição             |
| 2020                     | Gintautas Paluckas   | 4.º                        | 108 649                    | 9,58 / 100,00              | 5,56                       | 8               | 3.º           | 75 561         | 8,51 / 100,00  | 4,57          | 5             | 13 / 141  | 4   | Oposição             |
| 2024                     |                      |                            |                            |                            |                            |                 |               |                |                |               |               |           |     |                      |

### Eleições presidenciais
| Data    | Candidatura apoiada  | 1ª Volta | 1ª Volta  | 1ª Volta       | 2ª Volta | 2ª Volta | 2ª Volta       |
| Data    | Candidatura apoiada  | Cl.      | Votos     | %              | Cl.      | Votos    | %              |
| ------- | -------------------- | -------- | --------- | -------------- | -------- | -------- | -------------- |
| 1993    | Algirdas Brazauskas  | 1.º      | 1 212 075 | 61,06 / 100,00 |          |          |                |
| 1997-98 | Vytenis Andriukaitis | 4.º      | 105 916   | 5,72 / 100,00  |          |          |                |
| 2002-03 | Vytenis Andriukaitis | 5.º      | 105 584   | 7,30 / 100,00  |          |          |                |
| 2004    | Česlovas Juršėnas    | 5.º      | 147 610   | 11,85 / 100,00 |          |          |                |
| 2009    | Algirdas Butkevicius | 2.º      | 162 665   | 11,82 / 100,00 |          |          |                |
| 2014    | Zigmantas Balčytis   | 2.º      | 181 659   | 13,83 / 100,00 | 2.º      | 486 214  | 40,92 / 100,00 |
| 2019    | Vytenis Andriukaitis | 4º       | 68 118    | 4,81 / 100,00  |          |          |                |

### Eleições europeias
| Data | Cabeça de lista      | Cl. | Votos   | %              | +/-  | Deputados | +/-     |
| ---- | -------------------- | --- | ------- | -------------- | ---- | --------- | ------- |
| 2004 | Aloyzas Sakalas      | 2.º | 174 124 | 14,43 / 100,00 |      | 2 / 13    |         |
| 2009 | Vilija Blinkevičiūtė | 2.º | 102 347 | 18,61 / 100,00 | 4,18 | 3 / 12    | 1       |
| 2014 | Vilija Blinkevičiūtė | 2.º | 197 477 | 17,26 / 100,00 | 1,35 | 2 / 11    | 1       |
| 2019 | Vilija Blinkevičiūtė | 2.º | 200 105 | 15,88 / 100,00 | 1,38 | 2 / 11    | Estável |